# Municipio de Woodville (Illinois)
El municipio de Woodville (en inglés: Woodville Township) es un municipio ubicado en el condado de Greene en el estado estadounidense de Illinois. En el año 2010 tenía una población de 239 habitantes y una densidad poblacional de 1,91 personas por km².

## Geografía
El municipio de Woodville se encuentra ubicado en las coordenadas 39°13′43″N 90°30′40″O / 39.22861, -90.51111. Según la Oficina del Censo de los Estados Unidos, el municipio tiene una superficie total de 124.95 km², de la cual 122,8 km² corresponden a tierra firme y (1,72 %) 2,15 km² es agua.

## Demografía
Según el censo de 2010, había 239 personas residiendo en el municipio de Woodville. La densidad de población era de 1,91 hab./km². De los 239 habitantes, el municipio de Woodville estaba compuesto por el 100 % blancos. Del total de la población el 0 % eran hispanos o latinos de cualquier raza.